# Гунхе
Гунхе, Ґунхе (кит. 共和, пін'їнь Gòng Hé) — період в історії Давнього Китаю, що тривав у 841-828 роках до н. е. після вигнання придворною знаттю царя Лі-вана та до зведення на престол його сина, а також форма правління, що встановилася в цей час у державі Чжоу.
За свою природою ґунхе було різновидом аристократичної олігархії. В англомовній літературі поширене визначення «регентство».
Сима Цянь перекладав термін ґунхе як «спільна гармонія», за його словами влада в державі в цей час належала двом князям — князю Чжоу і князю Шао.
Термін ґунхе сьогодні використовується у назві сучасної китайської держави (спрощ.: 中华人民共和国; кит. трад.: 中華人民共和國; піньїнь: Zhōnghuá Rénmín Gònghéguó) і на європейські мови зазвичай перекладається як «республіка», що загалом є лише однією з пізніших інтерпретацій первісного значення слова ґунхе.